# Budapest Cowbells
A Budapest Cowbells (2024-től Csepel TC Cowbells) kétszeres magyar bajnok budapesti első osztályú amerikaifutball-csapat, mely 2014-ben jött létre a Budapest Cowboys és az Újbuda Rebels csapatok egyesülésével.

## Története

### Budapest Cowboys
A Cowboys számít a legelső magyarországi amerikaifutball-csapatnak. 1991-ben alapította meg Tom Kelly Budapest Star Force néven, első mérkőzésüket novemberben a München Nightmare ellen játszották. 1992-ben Jeff White megalapította a Budapest Lions csapatát, mely két gárda ebben az évben egymással játszott edzőmérkőzéseket. Az év végén Jeff White irányításával a Lions beleolvadt a Starforce együttesébe. 1993-ban a nem hivatalos osztrák harmadosztályt megnyerték, de nem vállalták a feljutást; 1994-ben aztán veretlenül ismét győztek a nem hivatalos osztrák harmadosztályban. 1994-1995-ben a csapat Jeffrey Egan vezetésével, immáron – a Dallas Cowboys csapatra utalva – Budapest Cowboys néven megnyerte az osztrák Vienna Cup sorozatot az Európa-kupa sorozat keretein belül. Az osztrák másodosztályban anyagi okok miatt nem indultak, a következő években a csapat a nem hivatalos cseh másodosztályban szerepelt. A csapat 1998-ban megszűnt.
2004-ben a régi játékosok edzőmérkőzéseket játszottak az alakuló Budapest Wolves csapatával, majd a Cowboys-t 2006 januárjában alapította újra Varga István, Ezer László és Értékes Christos. Az egyesület bejegyzése elhúzódott, így a bajnokságban nem tudtak elindulni. 2006. augusztus 1-től tagjai a MAFSZ-nak, így 2006 őszén az I. Blue Bowl kupán bemutatkoztak. A B csoportban 2 győzelemmel 2. helyet értek el, az elődöntőben súlyos vereséget szenvedtek a Wolves ellen. 2007-ben a Divízió II-ben indultak, melyet veretlenül nyertek meg, döntőben a North Pest Vipers ellen diadalmaskodva. 2008-ban megnyerték a Divízió I alapszakaszát, de a döntőben a Budapest Wolves ellen vereséget szenvedtek. 2009-ben a csapat a Divízió I alapszakasz 2. helyén zárt, de az elődöntőben vereséget szenvedett a Győr Sharks csapatától. 2010-ben szintén az elődöntőben búcsúzott a csapat a Nyíregyháza Tigers ellen. 2011-ben az első csapat a Fall Bowl küzdelmein vett részt, a második csapat a Divízió II. ötödik helyén végzett. 2012-ben nem indult az első csapat a bajnokságban, a második csapat megnyerte a III. Duna Bowl (Divízió II) bajnokságot az Újbuda Rebels II, valamint a kupát a II. Blue Bowl-on, az Újpest Bulldogs ellen. 2013-ban a csapat megnyerte a Divízió I. döntőjét a Dunaújváros Gorillaz legyőzésével.
2008-ban és 2009-ben szerepelt a csapat a Central European Football League bajnokságban, 2008-ban a déli csoport 3. helyén végeztek 3–7-es mérleggel, 2009-ben az "A" konferencia 4. helyén zártak 3–5-ös mérleggel.
2010-ben a csapat az EFAF Challenge Cup sorozatban vett részt, ahol a 4. csoportot 2-0 mérleggel megnyerte, ám az elődöntőben a Klek Knights ellen vereséget szenvedett. A csapat alapító tagja a IFAF CEI Interleague sorozatnak; 2011-ben és 2012-ben egyaránt 1-1 győzelmet szerzett, ezzel egy 4. és egy 3. helyet zsebelve be.

### Újbuda Rebels
A 2004-ben alapított North Pest Vipers csapatának széthullásakor alakult meg az Újbuda Rebels 2008-ban. Hivatalosan nem jogutódként indultak, így a 2009-es bajnokságban a Divízió III-ban indultak, melyet meg is nyertek. 2010-ben a Divízió I-ben szerepeltek, ahol az elődöntőben veszítettek, ahogy a 2011-es csonka szezonban is az elődöntőig jutottak. A 2012-ben újonnan megalapított első osztály, a Hungarian Football League (HFL) alapító tagjai voltak, 2012-ben 1 győzelemmel és 2 vereséggel a 3. helyen zártak, 2013-ban 1 győzelemmel és 3 vereséggel a 4. helyen végeztek. A 2013-as szezonban a Rebels 1 győzelmet és 3 vereséget ért el, és 4. lett a HFL-ben. Az IFAF CEI Interleague sorozatban 1 győzelemmel és 5 vereséggel sereghajtó 4. helyen zártak.

### Budapest Cowbells
2013 decemberében döntött a Rebels és a Cowboys csapata, hogy a két csapat a különböző osztályokban egészítse ki egymást, és egyesítse erejét. A HFL-ben az Újbuda Rebels szerepelt, a CEI-ben Cowboys, a Divízió II-ben Rebels II indult. 2014 decemberétől a két csapat a nevét hivatalosan is egyesítve Budapest Cowbells néven szerepel.
A 2014-es szezonban a Rebels az alapszakaszt 4 győzelemmel és 2 vereséggel a 2. helyen zárta, a döntőben azonban 19-9 arányban legyőzte a Wolves csapatát, így magyar bajnok lett. A Cowboys az IFAF CEI Interleague döntőjébe jutott, ahol 41–28 arányú vereséget szenvedett.
A 2015-ös alapszakaszt 5 győzelemmel és 1 vereséggel a 2. helyen zárták a Bratislava Monarchs mögött, de az elődöntőben a Wolves-tól 41-28 arányú vereséget szenvedtek.
A 2016-os bajnokságban az alapszakaszt 5 győzelemmel és 1 vereséggel megnyerték, majd hazai pályán az elődöntőben nyertek a Nyíregyháza Tigers ellen. A XI. Hungarian Bowl döntőben utolsó másodperces touchdownnal szenvedtek 19-16 arányú vereséget a Miskolc Steelers csapatától. A 2016-os CEFL-szezonban 2 győzelemmel és 2 vereséggel a keleti csoport 3. helyén végeztek.
A 2017-es bajnokság alapszakaszában 3 győzelemmel és 2 vereséggel a 3. helyen végeztek, ám az elődöntőben az Eger Heroes vendégeként nyertek, majd a döntőben az addig veretlen címvédő Miskolc Steelers elleni 14–10 arányú győzelemmel megnyerték a XII. Hungarian Bowl-t. A CEFL sorozatban 2 vereséggel zártak.
2018-ban és 2019-ben a csapat egyaránt bejutott a HFL elődöntőjébe, ám mindkét szezonban el is veszítette azt. Ebben a két évben a csapat a CEFL 2. számú sorozatában, a CEFL-kupába vett részt, de mindkét évben egy meccs után búcsúzott attól. 2020-ban a koronavírus miatt elhalasztott szezonban a klub a Divízió I-be adta be a nevezést, de szeptember 1-jén visszaléptek az indulástól. 2021-ben a Cowbells a HFL alapszakaszát nyeretlenül zárta.

## Utánpótlás programok
A 2014-es egyesülést követően az U19-es korosztályban hamar nagy fejlődésnek indult a csapat, amit bizonyít, hogy 2015-ben már döntőig meneltek a fiatalok.
A remek toborzásokat követően 2015-17-ig U17-es, serdülő korosztályban is sikerült csapatokat indítani, ami meghozta a későbbi U19-es sikereket.
A Budapest Cowboys juniorjainak 2010-ben veretlenül sikerült elhódítania a trófeát és 8 évvel később már Cowbells néven sikerült másodszor megismételni. 2020-ban az Újpest Bulldogs és Dunakeszi Rangers csapataival egyesülve GFA Cowbells néven harmadszor, ismét veretlenül sikerült megnyerni a bajnokságot.
2021 júniusában Kispesten elkezdődött a jelenleg egyetlen fővárosi flag futball program. A 10 és 15 év közötti fiatalok egyfajta előkészítő sportágként gyakorolhatják az alapokat, amit később az utánpótlás és felnőtt korosztályban kamatoztathatnak.

## Sikerek
- Hungarian Bowl győzelem (magyar bajnoki cím): 2 (2014, Rebels és 2017, Cowbells)
- Junior U19 győzelem (utánpótlás bajnoki cím): 3 (2010, Budapest Cowboys, 2018, Budapest Cowbells és 2020 GFA Cowbells)
- Bajnoki 2. hely: 2 (2008, Cowboys és 2016, Cowbells)
- Pannon Bowl győzelem: 2 (2007, Cowboys és 2013, Cowboys)
- Duna Bowl győzelem: 2 (2009, Rebels és 2012, Cowboys II)
- Blue Bowl győzelem: 1 (2012, Cowboys)
- EFAF CEI Bowl 2. hely: 1 (2014, Cowboys)

## Eredmények

### Magyar bajnokság
| Szezon | Csapat               | Osztály         | Alapszakasz | Alapszakasz | Alapszakasz | Rájátszás eredmények                                                                            |
| Szezon | Csapat               | Osztály         | Eredmény    | Győzelem    | Vereség     | Rájátszás eredmények                                                                            |
| ------ | -------------------- | --------------- | ----------- | ----------- | ----------- | ----------------------------------------------------------------------------------------------- |
| 2007   | Budapest Cowboys     | Div II Nyugat I | 1.          | 2           | 0           | Győzelem Elődöntő (Nyíregyháza Tigers) 14–6 Győzelem I. Pannon Bowl (North Pest Vipers) 45–0    |
| 2008   | Budapest Cowboys     | Div I B csoport | 1.          | 5           | 0           | Győzelem Elődöntő (Győr Sharks) 48–30 Vereség IV. Hungarian Bowl (Budapest Wolves) 14–20        |
| 2009   | Budapest Cowboys     | Div I           | 2.          | 3           | 1           | Vereség Elődöntő (Győr Sharks) 20–23                                                            |
| 2009   | Újbuda Rebels        | Div III         | 1.          | 4           | 0           | Győzelem Elődöntő (Budapest Wolves II) 61–10 Győzelem I. Duna Bowl (Jászberény Wolverines) 33–0 |
| 2010   | Budapest Cowboys     | Div I           | 5.          | 5           | 1           | Vereség Elődöntő (Nyíregyháza Tigers) 20–27                                                     |
| 2010   | Újbuda Rebels        | Div I           | 4.          | 5           | 1           | Vereség Elődöntő (Budapest Wolves) 7–17                                                         |
| 2010   | Budapest Cowboys 2   | Div II          | 6.          | 1           | 5           |                                                                                                 |
| 2011   | Újbuda Rebels        | Div I           | 2.          | 6           | 0           | Vereség Elődöntő (Nyíregyháza Tigers) 13–23                                                     |
| 2011   | Budapest Cowboys 2   | Div II          | 5.          | 3           | 2           | Győzelem Wild card (Budapest Eagles) 21–14 Vereség Elődöntő (Budapest Hurricanes) 0–35          |
| 2012   | Újbuda Rebels        | HFL             | 3.          | 1           | 2           |                                                                                                 |
| 2012   | Budapest Cowboys 2   | Div II Kelet    | 1.          | 5           | 0           | Győzelem Elődöntő (Tata Mustangs) 29–14 Győzelem III. Duna Bowl (Újbuda Rebels 2) 33–7          |
| 2012   | Újbuda Rebels 2      | Div II Nyugat   | 1.          | 5           | 0           | Győzelem Elődöntő (Nyíregyháza Tigers 2) 37–14 Vereség III. Duna Bowl (Budapest Cowboys 2) 7–33 |
| 2013   | Újbuda Rebels        | HFL             | 4.          | 1           | 3           |                                                                                                 |
| 2013   | Budapest Cowboys     | Div I           | 2.          | 5           | 1           | Győzelem Elődöntő (Tata Mustangs) 41–14 Győzelem VII. Pannon Bowl (Dunaújváros Gorillaz) 12–6   |
| 2013   | Újbuda Rebels 2      | Div II          | 2.          | 6           | 0           | Győzelem Elődöntő (Budapest Hurricanes 2) 26–21 Vereség IV. Duna Bowl (Újpest Bulldogs) 6–41    |
| 2014   | Újbuda Rebels        | HFL             | 2.          | 4           | 2           | Győzelem IX. Hungarian Bowl (1) (Docler Wolves) 19–9                                            |
| 2014   | Újbuda Rebels 2      | Div II          | 7.          | 1           | 3           | Győzelem Wild card (Szolnok Soldiers) 21–0 Vereség Negyeddöntő (Miskolc Renegades) 0–42         |
| 2015   | Budapest Cowbells    | HFL             | 2.          | 5           | 1           | Vereség Elődöntő (Budapest Wolves) 21–46                                                        |
| 2015   | Budapest Cowbells 2  | Div I           | 4.          | 2           | 3           | Vereség Elődöntő (Dunaújváros Gorillaz) 6–28                                                    |
| 2016   | Budapest Cowbells    | HFL             | 1.          | 4           | 1           | Győzelem Elődöntő (Nyíregyháza Tigers) 24–7 Vereség XI. Hungarian Bowl (Miskolc Steelers) 16–19 |
| 2016   | Budapest Cowbells 2  | Div I           | 6.          | 2           | 4           |                                                                                                 |
| 2017   | Budapest Cowbells    | HFL             | 3.          | 3           | 2           | Győzelem Elődöntő (Eger Heroes) 49–6 Győzelem XII. Hungarian Bowl (2) (Miskolc Steelers) 14–10  |
| 2017   | Budapest Cowbells 2  | Div I           | 4.          | 2           | 5           |                                                                                                 |
| 2017   | Rebels Oldboys       | Div II Kelet    | 2.          | 4           | 1           | Győzelem Negyeddöntő (Tatabánya Mustangs) 51–14 Vereség Elődöntő (Szombathely Crushers) 21–23   |
| 2018   | Budapest Cowbells    | HFL             | 3.          | 6           | 1           | Vereség Elődöntő (Miskolc Steelers) 14–33                                                       |
| 2018   | Budapest Cowbells 2  | Div I           | 3.          | 4           | 2           | Vereség Elődöntő (Szekszárd Bad Bones) 16–18                                                    |
| 2018   | Rebels Oldboys       | Div II          | 3.          | 5           | 1           | Vereség Elődöntő (Dabas Sparks) 13–21                                                           |
| 2019   | Budapest Cowbells    | HFL             | 2.          | 4           | 1           | Vereség Elődöntő (Fehérvár Enthroners) 13–16                                                    |
| 2019   | Budapest Cowbells 2  | Div I Kelet     | 2.          | 4           | 2           | Vereség Elődöntő (Szombathely Crushers) 17–35                                                   |
| 2019   | Rebels Oldboys       | Div II          | 2.          | 5           | 1           | Vereség Elődöntő (Miskolc Renegades) 29–32                                                      |
| 2020   | Rebels Oldboys       | Div II Kelet    | 3.          | 2           | 2           |                                                                                                 |
| 2021   | Budapest Cowbells    | HFL             | 4.          | 0           | 3           |                                                                                                 |
| 2021   | Budapest Cowbells 2  | Div I Nyugat    | 1.          | 3           | 2           | Győzelem Elődöntő (DEAC Gladiators) 40–28 Vereség XV. Pannon Bowl (Miskolc Football Team) 22–43 |
| 2021   | Rebels Oldboys       | Div II Kelet    | 6.          | 0           | 5           |                                                                                                 |
| 2022   | Budapest Cowbells    | HFL             | 2.          | 2           | 2           | Vereség Elődöntő (Budapest Wolves) 14–21                                                        |
| 2022   | Budapest Cowbells 2  | Div I           | 4.          | 3           | 3           | Vereség Elődöntő (Budapest Titans) 14–38                                                        |
| 2022   | Rebels Oldboys       | Div II          | 9.          | 2           | 2           |                                                                                                 |
| 2023   | Budapest Cowbells    | HFL             | 3.          | 4           | 2           | Győzelem Wild card (Borsod Bobcats) 49–14 Vereség Elődöntő (Újpest Bulldogs) 28–35              |
| 2023   | Budapest Cowbells 2  | Div I Kelet     | 5.          | 1           | 4           |                                                                                                 |
| 2024   | Csepel TC Cowbells   | HFL             | 1.          | 5           | 0           | Győzelem Elődöntő (Budapest Wolves) 24–7 Vereség XVIII. Hungarian Bowl (Budapest Titans) 29–51  |
| 2024   | Csepel TC Cowbells 2 | Div I           | 6.          | 0           | 6           |                                                                                                 |
| 2025   | Csepel TC Cowbells   | HFL             | 2.          | 5           | 1           | Vereség Elődöntő (Újpest Bulldogs) 21–28                                                        |
| 2025   | Csepel TC Cowbells 2 | Div II          | 2.          | 3           | 1           | Győzelem Elődöntő (Cassovia Steelers) 55–28 Győzelem XV. Pannon Bowl (Pécs Legioners) 27–14     |

### Nemzetközi szereplés
| Szezon | Csapat            | Bajnokság            | Alapszakasz | Alapszakasz | Alapszakasz | Rájátszás eredmények                       |
| Szezon | Csapat            | Bajnokság            | Eredmény    | Győzelem    | Vereség     | Rájátszás eredmények                       |
| ------ | ----------------- | -------------------- | ----------- | ----------- | ----------- | ------------------------------------------ |
| 2010   | Budapest Cowboys  | EFAF Challenge Cup   | 1.          | 2           | 0           | Vereség Elődöntő (Klek Knights) 25–28      |
| 2011   | Budapest Cowboys  | IFAF CEI Interleague | 4.          | 1           | 3           |                                            |
| 2012   | Budapest Cowboys  | IFAF CEI Interleague | 3.          | 1           | 2           |                                            |
| 2013   | Újbuda Rebels     | IFAF CEI Interleague | 4.          | 1           | 5           |                                            |
| 2014   | Budapest Cowboys  | IFAF CEI Interleague | 2.          | 5           | 1           | Vereség Döntő (Pančevo Panthers) 28–41     |
| 2016   | Budapest Cowbells | CEFL Kelet           | 3.          | 2           | 2           |                                            |
| 2017   | Budapest Cowbells | CEFL Kelet           | 4.          | 0           | 2           |                                            |
| 2018   | Budapest Cowbells | CEFL-kupa            | –           | –           | –           | Vereség Elődöntő (Gdynia Seahawks) 18–28   |
| 2019   | Budapest Cowbells | CEFL-kupa            | –           | –           | –           | Vereség Negyeddöntő (Moscow Spartans) 6–24 |

## Csapatszínek
- Budapest Starforce: piros mez (fehér szám), fehér sisak, fehér nadrág
- Budapest Cowboys: fehér mez (sötétkék szám) ill. sötétkék mez (fehér szám), fehér majd ezüst sisak, fehér nadrág
- Újbuda Rebels: sötétzöld mez (fehér szám), fekete sisak, fekete nadrág
- Budapest Cowbells: sötétkék mez (fehér-neonzöld szám) ill. fehér mez (sötétkék-neonzöld szám), fekete sisak, sötétkék nadrág

## Stadionok
A csapat 2014-ben és 2016-ban a népligeti Építők Sporttelepen játszotta hazai mérkőzéseit, a HFL csapatnak 2015-ben és 2017-ben az Elektromos Sporttelep volt a hazai pályája, 2018-ban az Angyalföldi Sportközpont műfüves pályáján játszottak. 2019 őszétől a kispesti Tichy Lajos sportcentrumban edz és játszik a csapat. 2024 januárjában a Csepel TC-vel kötött együttműködés keretében a csapat Csepelre költözött.

## Visszavonultatott mezszám
- 44: Kelemen András
- 57: Végh Imre
- 92: Szücs Tibor